# Enicospilus sphenus
Enicospilus sphenus är en stekelart som beskrevs av Ian D. Gauld och Mitchell 1978. Enicospilus sphenus ingår i släktet Enicospilus och familjen brokparasitsteklar. Inga underarter finns listade i Catalogue of Life.